# Kleombrotos II.
Kleombrotos II. (altgriechisch Κλεόμβροτος Kleómbrotos) war ein König von Sparta aus dem Hause der Agiaden. Seine genauen Verwandtschaftsverhältnisse sind nicht bekannt. Kleombrotos heiratete Chilonis, die Tochter des Königs Leonidas II. und zeugte mit ihr Agesipolis und Kleomenes.
Als Lysander 242 v. Chr. gegen Leonidas II. intrigierte, zog er dessen Schwiegersohn Kleombrotos auf seine Seite, und als er schließlich den König ins Asyl getrieben hatte, übernahm Kleombrotos die Herrschaft. Chilonis stand zu ihrem Vater und wurde dessen Fürsprecher. Nach Ablauf eines Jahres waren die Spartaner mit der Regierung unzufrieden und riefen Leonidas wieder zurück. Daraufhin flohen Agis IV., der König aus dem Hause der Eurypontiden und Kleombrotos aus Sparta. Kleombrotos fand Zuflucht im Poseidon-Tempel am Kap Tainaros. Chilonis konnte ihren Vater davon abhalten, Kleombrotos zu töten, und so wurde dieser ins Exil geschickt. Chilonis begleitete ihn mit ihren beiden Kindern.